# مقاومت داخلی علیه آپارتاید
مقاومت داخلی علیه آپارتاید (به انگلیسی: Internal resistance to apartheid) اقدامی جمعی که از چندین بخش مستقل آفریقای جنوبی سرچشمه گرفت و اشکال مختلف از جنبش‌های اجتماعی و مقاومت منفعل تا جنگ چریکی به خود گرفت. این حرکت جمعی علیه حزب حاکم، همراه با انزوا و تحریم‌های اقتصادی بین‌المللی رو به رشد در آفریقای جنوبی، نقش مهمی در هدایت مذاکرات برای پایان دادن به آپارتاید داشتند. مذاکراتی که به‌طور رسمی در سال ۱۹۹۰ آغاز و با اولین انتخابات چند نژادی در ۱۹۹۴ به پایان رسید.

## تاریخچه
آپارتاید به عنوان سیاست رسمی دولت آفریقای جنوبی توسط حزب ملی (NP) پس از پیروزی آنها در انتخابات سراسری ۱۹۴۸ پذیرفته شد. از اوایل دهه ۱۹۵۰، کنگره ملی آفریقا (ANC) کمپین مقاومت منفعلانه خود را آغاز کرد. اعتراضات بعدی منع آمد و شد، عبور به‌وسیله گذرنامه داخلی و جداسازی «آپارتاید کوچک» در اماکن عمومی را هدف قرار داد. برخی از تظاهرات ضد آپارتاید منجر به شورش‌های گسترده در پورت الیزابت و لندن شرقی در سال ۱۹۵۲ شد، اما تخریب عمدی و سازمان یافته اموال تا سال ۱۹۵۹ مورد استفاده قرار نگرفت. در آن سال، خشم از تصویب قوانین و مقررات زیست‌محیطی که توسط کشاورزان سیاه‌پوست ناعادلانه تلقی می‌شد، منجر به یک سری آتش‌سوزی‌هایی شد که مزارع نیشکر را هدف قرار دادند. سازمان‌هایی مانند ANC، حزب کمونیست آفریقای جنوبی و کنگره پان آفریقایی (PAC) همچنین مشغول سازماندهی اعتصابات دانشجویی و تحریم‌های کاری بین سال‌های ۱۹۵۹ و ۱۹۶۰ بودند. پس از کشتار شارپویل، برخی از جنبش‌های ضد آپارتاید، از جمله ANC و PAC، تغییر تاکتیک دادند و از عدم همکاری مسالمت‌آمیز به تشکیل جناح‌های مقاومت مسلحانه سوق پیدا کردند.
اعتصابات عمومی و تظاهرات دانشجویی تا دهه ۱۹۷۰ ادامه یافت، که با افزایش بیکاری سیاه‌پوستان، بدنامی جنگ مرزی جنوب آفریقا و جنبش آگاهی سیاه‌پوستان ادامه پیدا کرد. سرکوب وحشیانه قیام سال ۱۹۷۶ سووتو، نسلی از فعالان سیاهپوست را رادیکال کرد و قدرت نیروی چریکی اومخونتو وسیزوه (MK) را به شدت تقویت کرد. از سال ۱۹۷۶ تا 1987 MK یک سری بمباران موفقیت‌آمیز را با هدف قرار دادن تأسیسات دولتی، خطوط حمل و نقل، نیروگاه‌ها و سایر زیرساخت‌های غیرنظامی انجام داد. ارتش آفریقای جنوبی اغلب با یورش به خانه‌های امن ANC در ایالت‌های همسایه تلافی می‌کرد.
NP چندین تلاش برای اصلاح نظام آپارتاید انجام داد که با رفراندوم قانون اساسی در سال ۱۹۸۳ آغاز شد. این پارلمان سه مجلسی را معرفی کرد که اجازه نمایندگی برخی رنگین پوستان و هندی‌ها را می‌داد، اما همچنان حقوق سیاسی سیاه پوستان آفریقای جنوبی را رد می‌کرد. این مناقشه موج جدیدی از جنبش‌های اجتماعی ضد آپارتاید را برانگیخت که منافع خود را از طریق اعلام یک جبهه ملی در سیاست با نام جبهه متحد دموکراتیک (UDF) بیان کنند. به‌طور همزمان، رقابت بین جناحی بین ANC, PAC و سازمان خلق آزانیا (AZAPO) که سومین نیروی چریکی بود، به خشونت فرقه ای تبدیل شد، زیرا این سه گروه برای نفوذ هرچه بیشتر می‌جنگیدند. دولت از فرصت استفاده کرد و در سال ۱۹۸۶ وضعیت فوق‌العاده اعلام کرد و هزاران تن از مخالفان سیاسی خود را بدون محاکمه بازداشت کرد.
مذاکرات محرمانه دوجانبه برای پایان دادن به آپارتاید در سال ۱۹۸۷ با واکنش حزب ملی (NP) روبرو شد که به افزایش فشار خارجی و فضای ناآرام سیاسی منجر شد. مقامات برجسته ANC مانند گوان امبکی و والتر سیسولو بین سال‌های ۱۹۸۷ و ۱۹۸۹ از زندان آزاد شدند و در سال 1990 ANC و PAC رسماً توسط رئیس‌جمهور اف. دبلیو. کلرک به عنوان سازمان‌های ممنوعه شناخته می‌شدند از این لیست حذف شدند و نلسون ماندلا از زندان آزاد شد. در همان سال، MK به آتش‌بس رسمی با نیروی دفاعی آفریقای جنوبی رسید. قوانین آپارتاید بیشتری در ۱۷ ژوئن ۱۹۹۱ لغو شد و مذاکرات چند حزبی تا اولین انتخابات عمومی چند نژادی که در آوریل ۱۹۹۴ برگزار شد ادامه یافت.